# Al Jardine
Alan Charles Jardine, conosciuto come Al Jardine (Lima, 3 settembre 1942), è un chitarrista e cantante statunitense.
È noto per essere uno dei membri fondatori, nonché chitarrista e cantante, dei Beach Boys.
Nel 1988 è stato inserito, insieme al resto del gruppo, nella Rock and Roll Hall of Fame.

## Biografia
Nato in Ohio, si trasferì con la sua famiglia a San Francisco in California, dove frequentando la scuola superiore conobbe Brian Wilson durante una partita di football americano.

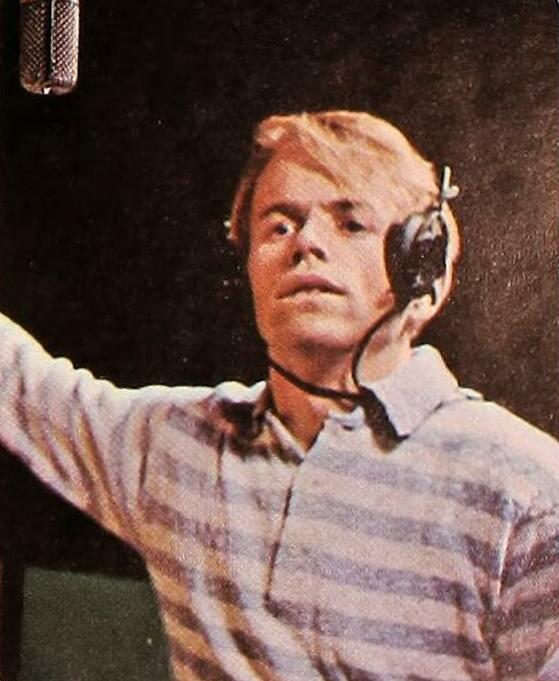
Al Jardine nel 1966

Partecipò suonando il basso alla prima registrazione del gruppo The Beach Boys: Surfin' del 1961. All'inizio del 1962, ma solo per impegni lavorativi, lasciò temporaneamente il gruppo, fu sostituito da David Marks. Richiamato da Brian Wilson nel 1963 per il tour estivo, divenne membro del gruppo a tempo pieno in sostituzione di Marks, rimase nel gruppo per i successivi 35 anni. 
Gli venne affidata la chitarra ritmica e l'accompagnamento vocale, fu anche voce principale per alcuni brani come Help Me, Rhonda, Christmas Day, Then I Kissed Her.
Contribuì anche come compositore seppure in forma ridotta, il suo brano più famoso fu California Saga: California presente sull'album Holland del 1973.
Lasciò il gruppo nel 1998 dopo la morte di Carl Wilson. Formò assieme a suo figlio Matt un proprio gruppo con alcuni turnisti che avevano accompagnato i Beach Boys: la "Endless Summer Band". Nel 2006 in occasione del 40º anniversario dell'uscita di Pet Sounds suonò col gruppo per il tour celebrativo.
Nel 2008 venne citato in giudizio da Mike Love per l'uso non autorizzato del nome Beach Boys, aveva nel frattempo formato la "Beach Boys Family & Friends" che dovette rinominare in Al Jardine, Family & Friends.
Nel 2010 ha pubblicato il suo primo album solista: A Postcard from California. Alla registrazione del disco hanno contribuito anche i membri dei Beach Boys oltre a molti ospiti come Neil Young, Steve Miller, Gerry Beckley, Dewey Bunnell degli America), Alec Baldwin e Flea dei Red Hot Chili Peppers che già conoscevano Al in quanto avevano usato il suo studio per alcune prove.
Al 2023, Al continua a lavorare a progetti discografici e fare concerti, esibendosi con il gruppo “Al Jardine and his Endless Summer Band”.

## Vita privata
Al Jardine è stato sposato due volte, dai matrimoni sono nati in totale quattro figli.
Il primo matrimonio fu con Lynda Sperry e durò dal 1964 al 1982; dal matrimonio nacquero Matt (anch’egli musicista e cantante) e Adam. Il secondo matrimonio di Al fu con Mary Ann Helmandollar nel 1983, i due sono tutt’oggi sposati e hanno due figli, Robert e Donald.

## Discografia

### Album in studio
- 2010 - A Postcard from California[4]

### Album live
- 2002 - Live in Las Vegas[5]